# 山楂树之恋 (电影)
《山楂树之恋》，是张艺谋执导的一部文艺类电影，改编自小说《山楂树之恋》，原著中老三和静秋的爱情被誉为史上最干净的爱情。
2010年9月16日中國大陸上映，取得超過1.6億票房，打破当时中國大陸地區文藝片票房紀錄。
影片入圍了柏林電影節水晶熊和香港电影金像獎最佳亞洲電影，並獲得華表獎優秀故事片獎。2018年8月17日被首届中国双塔山爱情电影周评为改革开放40周年中国十大优秀爱情电影。

## 剧情概述
故事发生在文革时期。静秋原是一个城里姑娘，长得很秀气，但家庭成份不好(父亲是地主后代，文革中被打击)故而性格较为内向，很自卑。静秋和同学来到西村坪编教材，住在村长家，就这样认识了“老三”。二人在交往中渐生情愫，老三十分喜欢静秋，他一直在鼓励静秋。老三期待静秋毕业、工作、转正，最后老三的愿望实现了，但他却得了白血病，最终离开了人世……

## 演员

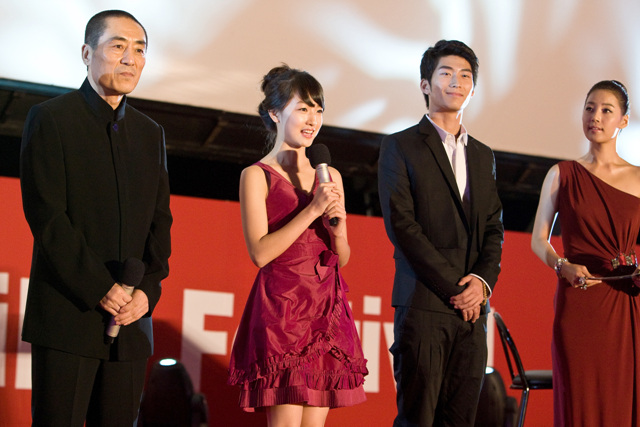
第15屆釜山国际电影节開幕電影：《山楂樹之戀》

### 领衔主演
| 演员   | 角色         | 简介 | TVB粤语配音 |
| 周冬雨 | 静秋         |      | 凌晞        |
| 窦 骁  | 老三(孙建新) |      | 曹啟謙      |

### 其他演员
| 演员   | 角色         | 简介 | TVB粤语配音 |
| 李雪健 | 村长         |      | 林國雄      |
| 奚美娟 | 静秋母       |      | 袁淑珍      |
| 胡馨元 | 静秋妹妹     |      | 羅孔柔      |
| 裘慕远 | 静秋弟弟     |      | 雷碧娜      |
| 萨日娜 | 大妈         |      | 陸惠玲      |
| 吕丽萍 | 魏红母亲     |      | 沈小蘭      |
| 于新博 | 张长林       |      | 陳灝瑋      |
| 成泰燊 | 罗老师       |      | 陳廷軒      |
| 姜瑞佳 | 静秋同学魏红 |      | 黃昕瑜      |
| 易歆韵 | 张长芳       |      | 黃淑芬      |
| 边铁军 | 体育老师     |      | 鄧志堅      |
| 李庆   | 照相师傅     |      | 胡家豪      |
| 贺小语 | 欢欢         |      |             |
| 气 壳  | 李主任       |      | 李錦綸      |
| 姚 丽  | 高护士       |      |             |
| 孙海英 | 老三父亲     |      | 盧國權      |
| 陈星旭 | 老三弟弟     |      |             |

## 主创
- 出品方：北京新画面影业有限公司、IDG中国媒体基金、美锦影视文化(北京)有限公司、环球电影(2010)伙伴有限公司
- 出品人、监制：张伟平、熊晓鸽、曹华益、江志强
- 导演：张艺谋
- 编剧：尹丽川、顾小白、阿美
- 拍摄剧本编剧：肖可凡
- 文字策划：周晓枫
- 摄影指导：赵小丁
- 美术：武明
- 录音：陶经
- 音乐：陈其钢
- 剪辑：孟佩德
- 制片主任：黄新民
- 策划统筹：北京麦特文化发展有限公司

## 电影歌曲
| 曲別       | 歌名                 | 演唱者 | 作詞         | 作曲                     |
| 主題曲     | 山楂树               | 常石磊 | 常世华、千行 | Eugene Pavlovich Rodygin |
| 电影推广曲 | 山楂花               | 陈楚生 | 仓雁彬       | 仓雁彬                   |
| 插曲       | 爹亲娘亲不如毛主席亲 |        |              | 劫夫                     |

## 制作
本片于2010年4月16日在宜昌市远安正式开拍，其重要选景地为风景秀丽的青龙村，6月22日杀青。

### 花絮
女主角周冬雨为了影片的拍摄没有参加2010年的高考。
周冬雨被选上演《山楂树之恋》，一开始并不相信是真的剧组，见到导演也以为是替身骗子。
从《三枪拍案惊奇》里张艺谋的女儿张末小试身手之后，在《山楂树之恋》里她不仅担任副导演，整部影片的英文翻译也由张末把关。
女主角冬雨第一次见到“老三”的扮演者窦骁时，以为他要扮演“长林”。

## 宣传
2010年9月12日下午，全球首映庆典在全国政协礼堂举行，扮演静秋和老三的两位新人首次公开亮相。

## 评价

### 媒体
华语影坛稀缺的纯爱剧情打动了不少现场明星媒体，而影片男女主角清新质朴的表演也获得大家的肯定。南方都市报联合全国14家权威媒体给影片打分，3.88的综合评分(5分为满分)，多为肯定此片的品质。

### 观众
9月8日，成都试映会结束后，不少原著迷给电影打出了90分。一位80后女性观众认为两个年轻演员(周冬雨、窦骁)都没有什么表演的痕迹，影片让她流泪；而一位50多岁的男观众觉得本片的电影语言很朴素，没有过多的戏剧性，此片勾起了他对那个年代的回忆。
不过虽然本片口碑不错，大多数观众都认同，但也有一些年轻观众认为片中的爱情不真实，一些影评人则认为“纯爱”是噱头。另外在小说改编上，删减也不少。总体来说，不同年龄段观众里对本片的评论差异较大，一些80后、90后观众认为此片是很纯真，但很是平淡，一些人则质疑无知不是纯情。不少观众则对片中用字幕来演示剧情表示了不满。一些中年观众则觉得他们心中真爱就是片中那样的纯爱，而经历过上山下乡的大龄观众则对片中的爱情和故事深有同感，认为场景很真实，让他们想起了自己的青春时期。
原著小說作者艾米对该電影多有指摘，包括对小说原著中“性压抑”成分的删减、所选女主角周冬雨的外貌等。

## 奖项
| 年份   | 奖项                               | 类别                               | 名字           | 结果 |
| ------ | ---------------------------------- | ---------------------------------- | -------------- | ---- |
| 2011年 | 第30届香港电影金像奖               | 最佳亚洲电影                       | 《山楂树之恋》 | 提名 |
| 2011年 | 第61届柏林国际电影节               | 新世代单元                         | 《山楂树之恋》 | 入围 |
| 2011年 | 第14届中国电影华表奖               | 优秀故事片                         | 《山楂树之恋》 | 獲獎 |
| 2011年 | 第14届中国电影华表奖               | 优秀新人女演员                     | 周冬雨         | 獲獎 |
| 2011年 | 第56届西班牙巴利亚多利德国际电影节 | 最佳女演员                         | 周冬雨         | 獲獎 |
| 2011年 | 第20届上海影评人奖                 | 最佳新人                           | 周冬雨         | 獲獎 |
| 2011年 | 第5届亚洲电影大奖                  | 最佳新演员                         | 周冬雨         | 提名 |
| 2011年 | 第14届中国电影华表奖               | 优秀境外华裔男演员                 | 窦骁           | 獲獎 |
| 2018年 | 第1届中国双塔山爱情电影周          | 改革开放40周年中国十大优秀爱情电影 | 《山楂树之恋》 | 獲獎 |

## 影响
有消息称作为外景地的远安县希望将青龙村改成“西坪村”，远安县改叫“山楂县”。
为电影《山楂树之恋》制作的山楂馅月饼3000套已全部售完，现正增加月饼产量。